# Hermann Gaus
Hermann Gaus (* 1936 in Leutkirch, Oberschwaben) ist ein deutscher Ingenieur. Er wird als „Schöpfer des neuen Maybachs“ bezeichnet.

## Leben
Gaus war bei der DaimlerChrysler AG als Leiter der Gesamtentwicklung für die neue S-Klasse (W220) verantwortlich. 1998 konnte ihn Jürgen Hubbert zum Leiter des Projektes „Maybach“ und Chefentwickler des Maybach 57 und 62 gewinnen, den er in nur 36 Monaten entwickelte.
Er wurde 2002 mit der Benz-Daimler-Maybach-Medaille der VDI-Gesellschaft Fahrzeug- und Verkehrstechnik ausgezeichnet.